# Aeropuerto de Joensuu
El aeropuerto de Joensuu es un aeropuerto civil, situado en el municipio de Liperi,
a 11 kilómetros del centro de Joensuu. Por el aeropuerto pasaron 118 800 pasajeros durante 2010. En el aeropuerto hay una aduana fronteriza, perteneciente a la
guardia fronteriza de Carelia del Norte.

## Aerolíneas y destinos

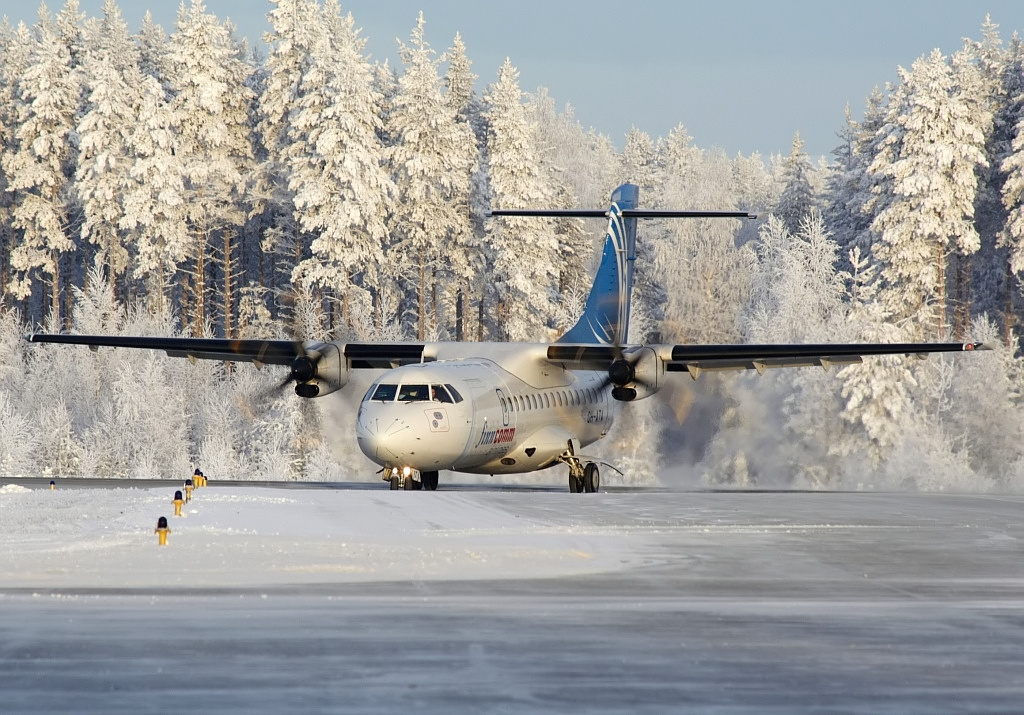
ATR 42-500 de Finncomm en 2010.

| Aerolíneas                       | Destinos |
| -------------------------------- | -------- |
| Finnair                          | Helsinki |
| Finnair operado por Flybe Nordic | Helsinki |

## Estadísticas
Ver fuente y consulta Wikidata.
| Año  | Pasajeros nacionales | Pasajeros internacionales | Total pasajeros | Variación |
| ---- | -------------------- | ------------------------- | --------------- | --------- |
| 2005 | 144,917              | 8,972                     | 153,889         | −6.1%     |
| 2006 | 139,299              | 7,340                     | 146,639         | −4.7%     |
| 2007 | 132,436              | 10,836                    | 143,272         | −2.3%     |
| 2008 | 124,835              | 9,439                     | 134,274         | −6.3%     |
| 2009 | 113,895              | 8,846                     | 122,741         | −8.6%     |
| 2010 | 108,618              | 10,143                    | 118,761         | −3.2%     |
| 2011 | 108,704              | 8,410                     | 117,114         | −1.4%     |